# Inan al-Natifiya
Inan al-Natifiya, arabisch عنان الناطفية, DMG ʽInān al-Nāṭifīya, Geburtsname ʽInān bint ʽAbdallāh, Beiname al-Nāṭifīya, geb. im 8. Jahrhundert, gest. um 810 oder 840 /841, war eine berühmte arabische Dichterin, Sängersklavin und mutmaßliche Konkubine des fünften Abbasiden-Kalifen Harun al-Raschid (766–809, reg. 786–809).

## Leben

### Frühes Leben
ʽInān bint ʽAbdallāh hatte zwei Schwestern, war blondhaarig und gemischter ethnischer Herkunft. Sie  wuchs in der Region al-Yamama im Zentrum der arabischen Halbinsel auf, wo sie zu einer Dichterin und Sängersklavin ausgebildet wurde. Als Sklavin gelangte sie in den Besitz eines Mannes namens Abu Khalid al-Nāṭifī, der sie in den heutigen Irak nach Bagdad brachte.

### Frühes Wirken als Dichterin und Sängersklavin in Bagdad
Dort wurde sie in literarischen Kreisen schon bald wegen ihrer Dichtkunst, Intelligenz und ihres Witzes hoch geschätzt. Sie war für ihre Schlagfertigkeit bekannt, die oft einen sexuellen oder sogar vulgären Ton anschlug. Ein großer Teil ihres überlieferten Werkes besteht aus ihren Antworten auf die Herausforderungen männlicher Dichter bei Versammlungswettbewerben. Im Salon des Hauses ihres Herrn al-Nāṭifī empfing sie als Sängersklavin Gäste, darunter den berühmten Dichter Abu Nuwas, Al-Abbas ibn al-Ahnaf, Diʽbil al-Khuzāʽī, Marwān bin Abī Ḥafṣa und al-Yazīdī al-Ḥimyarī, den Tutor des späteren Kalifen al-Ma'mun. Ein bedeutender Teil ihrer überlieferten Verse sind eine Reaktion auf Abū Nuwās.

### Abstrebung des Verkaufs an den Kalifen Harun al-Raschid
Ihr Besitzer Abu Khalid al-Nāṭifī ließ es ohne Eifersucht zu, dass sie als Sängersklavin in seinem Haus „mit Leichtigkeit (den Gästen) ihre Gunst gewährte“; tatsächlich zwang er sie mitunter dazu und misshandelte sie mindestens einmal körperlich mit der Peitsche. Aus ʽInān bint ʽAbdallāhs Korrespondenz ergibt sich, dass sie für ihren Herrn keine Liebe empfand, ihm aber sexuell zu Diensten sein musste. Entsprechend war ʽInān mehr als daran interessiert den Haushalt ihres Herrn zu verlassen und nahm Kontakt zu Dscha'far ibn Yahya auf, dem Sohn von Yahyā ibn Chālid, der genau wie sein Vater zeitweilig Wesir des Kalifen Harun al-Raschid war. Durch ihre Korrespondenz mit Dscha'far ibn Yahya erreichte sie zunächst, dass ihre beiden notleidenden Schwestern, die ebenfalls Sklavinnen waren, dem Kalifen vorgestellt und schließlich an ihn verkauft wurden. Nun versuchte ʽInān auch ihren eigenen Verkauf an den Kalifen zu erwirken.
Ob Harun al-Raschid durch Dscha'fars Agieren auf sie aufmerksam wurde, ist nicht zweifelsfrei geklärt, sicher ist, dass der Kalif auf ʽInān aufmerksam wurde und ihrem Besitzer Abu Khalid al-Nāṭifī ein Angebot für sie machte. Dieser forderte eine Kaufsumme von einhunderttausend Dinar, wobei sich al-Rashid grundsätzlich dazu bereit erklärte, wenn er den Betrag in Silber zahlen könne.
Kurz nachdem der Kalif das Angebot hatte, wurden in Bagdad öffentlich Verse des berühmten Dichters Abu Nuwas bekannt. Abu Nuwas hatte in äußerst derber, vulgärer Sprache ʽInān zur Hure von ganz Bagdad erklärt und dass „niemand, der nicht ein Hurensohn oder Zuhälter sei, sie kaufen werde.“ Einem Bericht nach verfasste Abu Nuwas die Verse auf Anweisung von Harun al-Raschids Hauptfrau Zubaida bint Dschaʿfar, die ihren Gatten damit von einem Kauf der Sängersklavin abbringen wollte.
Zwar wurde ʽInān noch dem Kalifen präsentiert, doch war die Entscheidung vorhersehbar, da der Kalif den Kauf nicht vollziehen konnte, ohne seinem eigenen Ruf massiv zu schaden. Einem Bericht nach, lehnte er den Verkauf mit Verweis auf den Preis sowie ihren schlechten Ruf ab, in einem anderen Bericht nur aufgrund des Preises. ʽInān war über die Ablehnung erschüttert und verfluchte Abu Nuwas in ihrer Poesie.
Noch zu Lebezeiten von Harun al-Raschid (766–809) verstarb Abu Khalid al-Nāṭifī, der Eigentümer von ʽInān.

### Weiteres Leben
In den Werken von Abu al-Fardsch al-Isfahani (897–967), der zentralen Hauptquelle über das Leben von ʽInān al-Nāṭifīya, existieren zwei einander widersprechende Erzählungen über die Ereignisse nach dem Tod ihres Besitzers al-Nāṭifī.
- Der einen Fassung nach, blieb ʽInān nach dem Tod ihres Besitzers al-Nāṭifī im Zustand der Sklaverei und wurde aufgrund der Schulden ihres verstorbenen Besitzers al-Nāṭifī auf Betreiben Harun al-Raschids öffentlich in al-Karkh, dem Rotlichtbezirk von Bagdad versteigert.[19] Die Auktion, zu der sie entblößt auf ein Bett gelegt wurde, sollte auf symbolischer Ebene ihre Verwandlung von einer der begehrtesten Sängersklavinnen in eine Unterschichtssklavin demonstrieren.[19] Den Berichten nach stand das Gebot bei zweihunderttausend Dirham,[5][19] ehe ein Diener im Auftrag al-Raschids das Gebot noch übertraf.[19] Daraufhin lebte ʽInān als Konkubine beim Kalifen Harun al-Raschid und gebar ihm zwei Söhne, die jedoch im Kindesalter verstarben.[19] In al-Tabarīs Geschichtswerk finden sich diese in seiner Auflistung der Kinder von al-Raschid nicht.[20]
- Der anderen Fassung nach, erlangte ʽInān nach dem Tod von al-Nāṭifī die Freiheit.[21] Entweder durch einen Beschluss per Testament seitens al-Nāṭifī oder durch die mögliche Geburt eines gemeinsamen Kindes.[21] Eine Sklavin, die ihrem Herrn ein Kind geboren hatte, durfte nach dem Umm al-Walad-Prinzip nicht mehr verkauft werden und bekam nach dem Tod des Besitzers die Freiheit. Im Falle der Geburt eines Kindes, hätte diese also vor ʽInāns Begegnung mit dem Kalifen sein müssen.

## Tod
Ebenfalls widersprüchliche Angaben gibt es über den Tod von ʽInān al-Nāṭifīya; erneut in den Berichten bei Abu al-Fardsch al-Isfahani. Der einen Fassung nach ging ʽInān zusammen mit Harun al-Raschid nach Chorasan, wo dieser im Jahr 809 verstarb und sie selbst wenige Zeit später. Der anderen Überlieferung nach ging sie nach Ägypten und starb dort im islamischen Jahr 226 (840/841).

## Rezeption
Der Bagdader Geschichtsschreiber Ibn al-Sa'i (1197–1276) bezeichnete ʽInān al-Nāṭifīya in seinem Personenlexikon Die Frauen der Kalifen als „ersten Poeten, der in der Zeit der Abbasiden berühmt wurde“  und als „begabtesten Dichter ihrer Generation“. Ibn Fadlallah al-Umari (1301–1349) erwähnt sie in seinem Historienwerk Masālik al-abṣār.